# Firenze Tennis Cup
Firenze Tennis Cup – męski turniej tenisowy rangi ATP Challenger Tour. Rozgrywany na kortach ziemnych we włoskiej Florencji od 2018 roku.

## Mecze finałowe

### Gra pojedyncza
| Rok  | Mistrz            | Finalista         | Wynik    |
| 2019 | Marco Trungelliti | Pedro Sousa       | 6:2, 6:3 |
| 2018 | Pablo Andújar     | Marco Trungelliti | 7:5, 6:3 |

### Gra podwójna
| Rok  | Mistrzowie                    | Finaliści                        | Wynik              |
| 2019 | Luca Margaroli Adil Shamasdin | Gerard Granollers Pedro Martínez | 7:5, 6:7(6), 14–12 |
| 2018 | Rameez Junaid David Pel       | Filippo Baldi Salvatore Caruso   | 7:5, 3:6, 10–7     |